# Непобедимый меч
«Непобедимый меч» (англ. The Invincible Sword, кит. трад. 一夫當關, упр. 一夫当关, палл. И фу дан гуань, буквально: «Один муж удерживает целую заставу») — гонконгский фильм 1971 года режиссёра и сценариста Сюй Цзэнхуна.

## Сюжет
Во время правления империи Южная Сун полководец Юэ Фэй отозван обратно в Имперский город с фронта военных действий, где его армия вот-вот сокрушит войска империи Цзинь в решающей битве. Коррумпированный министр Цинь Гуй вскоре подставил полководца и заключил под стражу в храме Та Ли. Воины со всей округи прибыли отовсюду, чтобы вызволить генерала.
В спешке храбрецы отправились на штурм храма, но понесли тяжёлые потери. Только раненому Лин Жуфэну удалось сбежать: ослабев, он свалился на берегу реки.
Мимо проплывала джонка, на борту которой находилась группа странствующих артистов, в числе которых Сун Цинь, его дочь Юйэр и Юэмин. Они спасли ослабевшего бойца и узнали о деле Жуфэна и его товарищей. Тронутые рассказом, артисты пообещали свою поддержку. Вскоре Юйэр влюбилась в воина во время приведения его здоровья в норму.
В Имперском городе Сун Цзинь и Юйэр познакомились с патриотами Цзяо Ле и Фан У. К сожалению, на обратном пути к джонке за двоими следили два шпиона, и их истинные намерения стали известны. В результате Жуфэн и его соратники оказались в западне, пробираясь через туннель, который вёл в храм. Во второй раз, все, кроме Жуфэна, погибли в разразившемся столкновении. Провал операции по спасению нанёс тяжёлый удар по моральному состоянию Жуфэна.
Семья Сун призвали Жуфэна идти до конца. Ван Дали, один из артистов, подал идею, что в храм можно проникнуть, используя акробатические навыки. После этого миссия спасения Юэ Фэя продолжилась.
Когда Юэ Мин и Юйэр прикинулись проститутками, чтобы отвлечь внимание стражей, Жуфэн наконец встретился с заключённым наедине. Генерал, уверенный в том, что его ждёт справедливый суд перед лицом закона, отказался покинуть место заключения. Жуфэну пришлось вырубить полководца.
Жуфэн передал пленника Сун Циню, который ждал снаружи. Он снова вошёл в крепость, чтобы спасти сестёр Сун от приставаний. Затем расчистил путь для Сун, с которыми находился Юэ Фэй. При этом Жуфэн получил серьёзное ранение. Боец умер, его тело стояло прямо. Внезапно Юэ Фэй пришёл в сознание, вырвался из-под контроля Сун и бросился обратно в храм. Тело Жуфэна упало на землю.

## В ролях
| Актёр         | Роль                             |
| ------------- | -------------------------------- |
| Джимми Ван Юй | Лин Жуфэн                        |
| Сюй Фэн       | мисс Сун                         |
| Чжан И        | Жу Фэн                           |
| Пол Чён       | Юэ Фэй                           |
| Чань Хунлит   | Сыма Чанхун                      |
| Тянь Е        | Фэн Чжун                         |
| Лу Пин        | руководитель трупы               |
| Лун Инь-эр    | вторая сестра Сун                |
| Мяо Тянь      | представитель императора         |
| Сюэ Хань      | участник трупы Дали              |
| Лэй Цзюнь     | человек, спрашивающий про цветок |
| Чжан Хэн      | человек, спрашивающий про цветок |
| Лун Фэй       | пытает Ху Бина                   |
| Кэ Юминь      | Лу Кунь                          |

## Съёмочная группа
- Компания: Golden Harvest
- Продюсер: Рэймонд Чоу
- Режиссёр и сценарист: Сюй Цзэнхун
- Ассистент режиссёра: Чжан Хэн, Чжоу Сяопэй
- Монтажёр: Вон Чхаукуай
- Художник: Чэнь Сяогуй
- Оператор: Чон Янькинь
- Композитор: Чжоу Ли